# Fonterra
A cooperativa Fonterra Co-operative Group Limited é uma companhia multinacional da indústria de laticínios da Nova Zelândia. É a maior companhia do país e seus rendimentos superam a cifra de NZ$ 16 bilhões.
O grupo é uma cooperativa com cerca de 10.500 fazendeiros como proprietários. A empresa controla cerca de 30% das exportações de laticínios do mundo.